# Germán Delfino

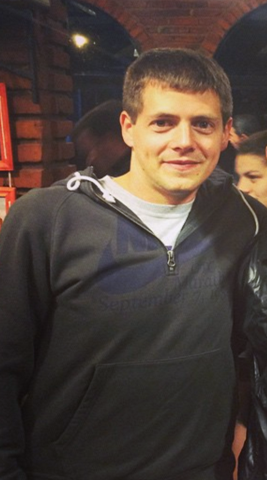
Germán Delfino (2015)

Germán Raúl Delfino (* 4. Mai 1978 in Ramos Mejía, Provinz Buenos Aires) ist ein argentinischer Fußballschiedsrichter.
Delfino leitet seit der Saison 2010/11 Spiele in der argentinischen Primera División und war bislang bereits bei über 250 Spielen im Einsatz.
Von 2012 bis 2019 stand Delfino auf der Liste der FIFA-Schiedsrichter und leitete internationale Fußballpartien. In dieser Zeit hatte er 15 Einsätze in der Copa Libertadores und elf Einsätze in der Copa Sudamericana. Außerdem war er unter anderem Schiedsrichter bei der U-17-Südamerikameisterschaft 2013 in Argentinien.
Am 6. Februar 2015 leitete Delfino das Hinspiel um die Recopa Sudamericana zwischen River Plate und Club Atlético San Lorenzo de Almagro (1:0).
Seit 2021 steht Delfino als Videoschiedsrichter auf der FIFA-Liste und wird seitdem ausschließlich als VAR bei internationalen Fußballspielen eingesetzt. Delfino war bei der U-17-Weltmeisterschaft 2019 in Brasilien und bei der U-20-Weltmeisterschaft 2023 in Argentinien als Videoschiedsrichter im Einsatz.